# Reprezentacja Albanii w piłce ręcznej kobiet
Reprezentacja Albanii w piłce ręcznej kobiet, narodowy zespół piłkarek ręcznych Albanii. Reprezentuje swój kraj w rozgrywkach międzynarodowych.